# West Quantoxhead
West Quantoxhead – wieś w Anglii, w hrabstwie Somerset, w dystrykcie (unitary authority) Somerset. Leży 58 km na południowy zachód od miasta Bristol i 222 km na zachód od Londynu. W 2001 miejscowość liczyła 506 mieszkańców.